# Chris Eigeman
Chris Eigeman (Denver, Colorado em 1 de março de 1965) é um ator norte-americano mais conhecido por seus papéis em filmes de Whit Stillman e The Last Days of Disco.
Em 1992, filmou um piloto para uma versão americana de ficção científica. Em meados da década de 1990, apareceu em uma série de anúncios televisivos para a Pacific Bell, que destacou seu sarcasmo. Escreveu e dirigiu o filme Turn the River.

## Filmes
- Metropolitan
- Kicking & Screaming
- Crazy Little Thing (The Perfect You)
- Mr. Jealousy
- Maid in Manhattan
- Highball
- The Treatment (2006)

## Televisão
- It's Like, You Know...
- Gilmore Girls (como Jason Stiles)
- Malcolm in the Middle
- Homicide: Life on the Street
- Fringe